# 灰西鲱站
灰西鲱站（英語：Alewife Station）坐落于马萨诸塞州剑桥市西北角，是一座多式联运车站。车站由马萨诸塞湾交通局运营，是地铁红线的终点站，同时也是一座波士顿公交总站。车站附近为北剑桥区，紧邻灰西鲱布鲁克大道和马萨诸塞州2号公路。灰西鲱站拥有一座大型停车场和三个大型自行车寄存点，可供容纳多达2733辆机动车。多条波士顿公交在此站停靠，乘客可打成公交车前往剑桥各地。此外，车站与迷你特曼自行车道、剑桥线性公园，和菲奇堡小径相连，可供乘客骑车出行。
灰西鲱站于1985年3月30日正式开放，最初只是红线阿灵顿段的临时终点站，交通局计划将红线继续向外延伸。红线延长线工程被取消后，该站被设定为红线的终点。车站附近有一条米斯蒂克河支流，是灰西鯡洄游产卵的地点，小溪以此命名为灰西鲱溪，车站也因此得名。得益于地铁艺术项目，灰西鲱站设有6项公共藝術。

## 历史

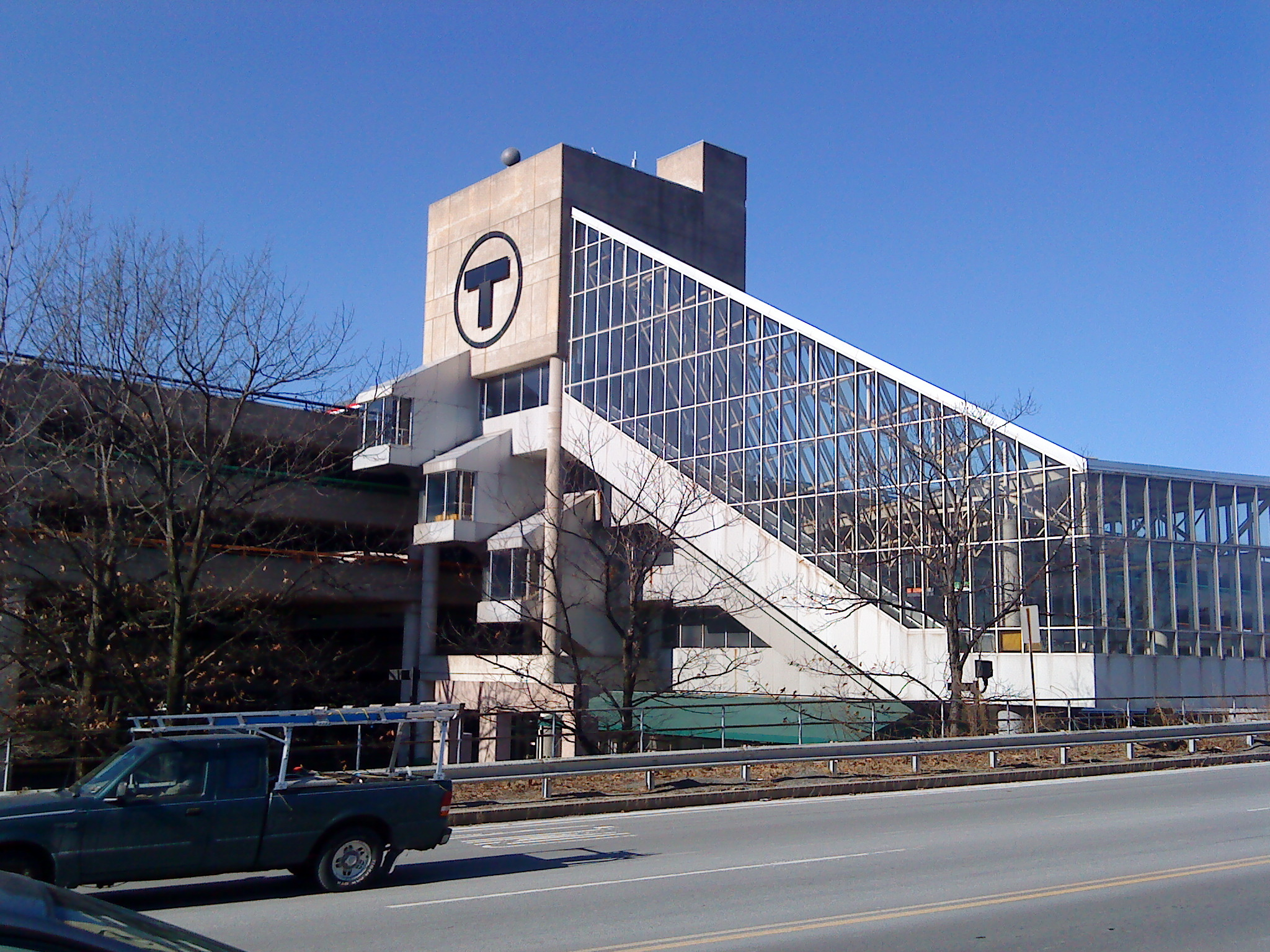
灰西鲱站用透明玻璃建筑的入口及停车楼

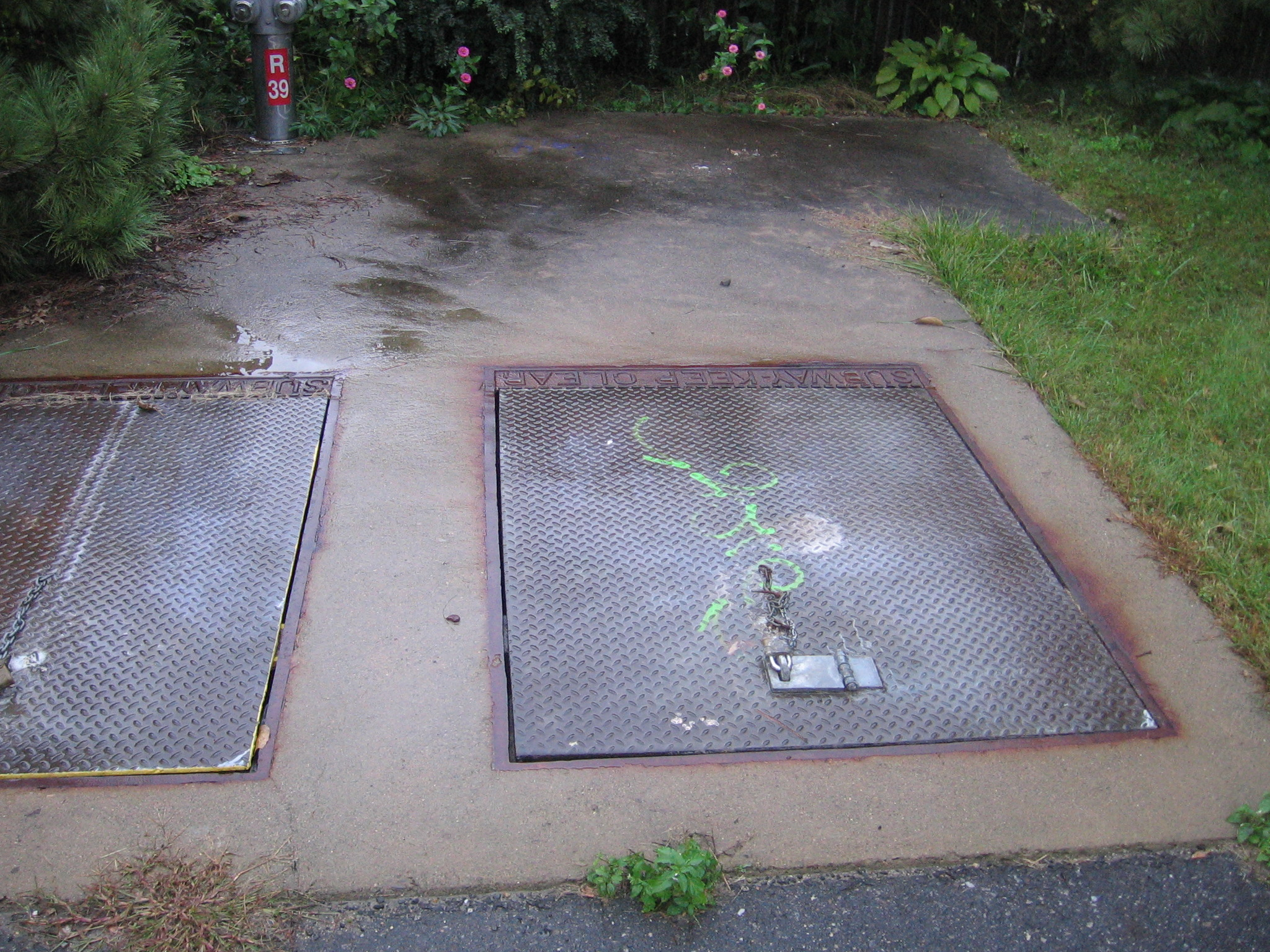
通往米尼特曼自行车道下方红线隧道的入口，为修建通往雷克星顿的延长线而预留。

波士顿交通规划处早于上世纪60年代就计划在如今的马萨诸塞州128号公路走廊内，建设波士顿内环高速。双向八车道的马萨诸塞州2号州道经过灰西鲱溪大道，横穿剑桥市和萨默维尔市，直通波士顿市中心的内环高速，建成后将大大促进波士顿地区的交通。然而，由于规划的州道沿线居民的反对，2号公路市区段被取消。州道在灰西鲱站附近与普通城市道路交汇，大量的车流无法在此得到有效的疏导。当城市规划者计划对波士顿地铁红线向西延长时，他们希望在2号州道的终点处修建一座设有大型停车楼的车站，改善灰西鲱附近的交通。车站由艾伦茨威格设计院设计。
直到上世纪60年代，灰西鲱附近除了一座广阔的废弃工业园，一个化学工厂和一个保护湿地外没有什么别的建筑。剑桥市市政府遵从公共交通导向型开发原则，在车站附近划分了高密度住宅区，并于1971年建造了三座闰基塔保障性住宅楼。接下来的几十年中，围绕着车站兴建了大量办公楼及研发中心。
州立法律要求在规划红线延长线时，预留潜在空间以便能在未来方便利用废弃的列克星敦及西剑桥铁路进一步建设延长线，途径阿灵顿市直达列克星敦市。红线轨道在经过灰西鲱站之后连接至2号州道地下的一个地铁列车驻车场。
车站附近的化学工厂关闭后，工厂的原址上兴建了办公楼及酒店，附近的货运铁轨也被逐渐废弃。2号州道下的一条小路也被改成2号州道通往车站的出口，为附近居民出行带来不便。

### 扩建
马萨诸塞湾交通局希望斥资3000万至3500万美金为停车楼加盖两层，此举将为车站新增1300各停车位。2008年4月，由于资金不足，计划取消。

## 公交车换乘

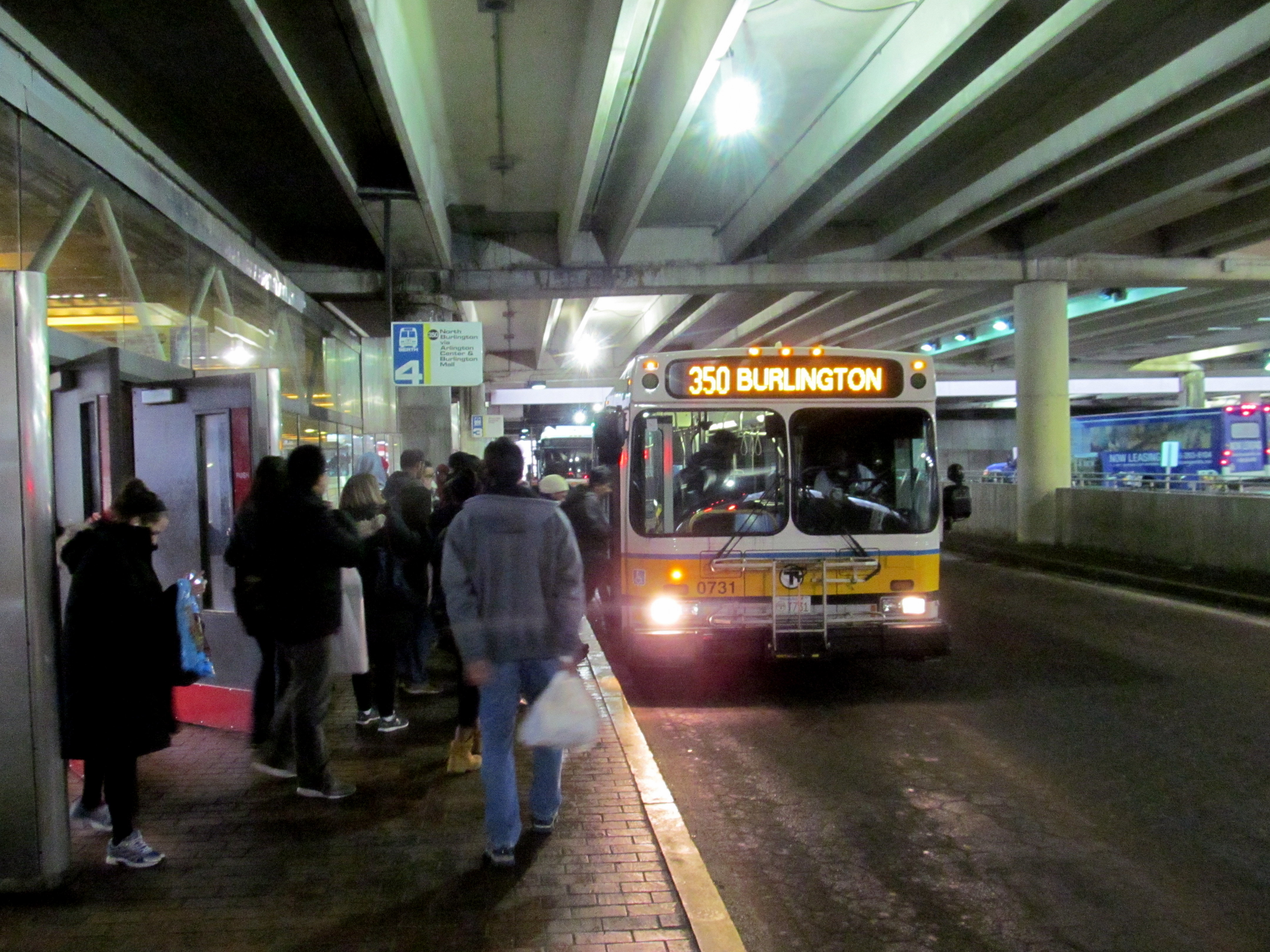
停靠在灰西鲱站350路公交车，摄于2017年

波士顿公交于灰西鲱站地面一层发车：
- 62：贝德福德退伍军人医院（英语：Veterans Health Administration） -  列克星敦 - 阿灵顿高地 - 灰西鲱站
- 67：土耳其山 - 阿灵顿中心 - 灰西鲱站
- 76：汉斯科姆菲尔德（英语：Hanscom Field）/林肯實驗室 - 列克星敦中心 - 民用航站楼 -
- 79：阿灵顿高地 - 马萨诸塞州大道 - 灰西鲱站
- 84：阿芒特村 - 灰西鲱站
- 350：北伯灵顿 - 伯灵顿商场 - 灰西鲱站
- 351：橡树公园/贝德福德森林 - 米德尔塞克斯收费高速（英语：Middlesex Turnpike (Massachusetts)） - 灰西鲱站
- 83：润矶大道 - 波特站 - 中央广场站。由于灰西鲱溪大道到闰基大道不能左转，公交站设在剑桥线性公园。

灰西鲱站还有数条私营线路停靠：
- 128号州道商业理事会的摆渡车沿着2号州道及128号州道走廊往返于灰西鲱站和数个公司。一共有五条线路可供市民选择：A线(灰西鲱站 - 怀曼街)、B线(灰西鲱站 - 前景山/城市点 )、C线(灰西鲱站 - 冬街)、D 线(灰西鲱站 - 冬街)和REV哈特韦尔地区摆渡车。[8]
- 2010年10月起，Go Buses提供灰西鲱站至河滨站和纽约市的长途客车服务。[9]

## 车站结构

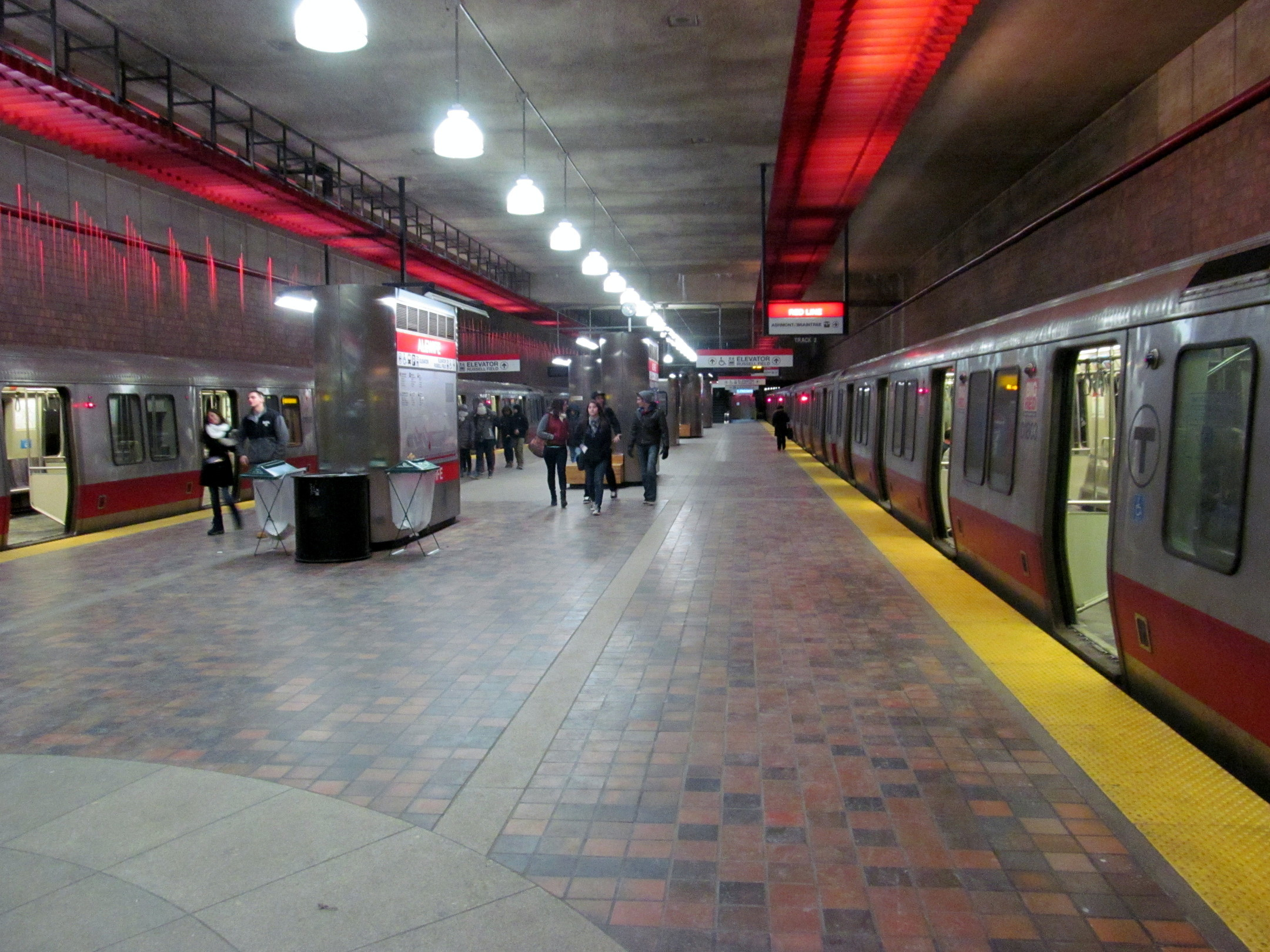
停靠在灰西鲱站的红线列车

灰西鲱站是地铁红线出城方向终点站，到达列车停靠在岛式站台的任意一侧卸客。轨道经过车站后继续向出城方向延伸，用于存放暂停使用的列车。
| G | 地面                  | 出入口                                    |
| M | 夹层                  | 检票口及票务服务                          |
| P | 入城                  | 终点站 · 前往阿什蒙特/布伦特里 （戴维斯） |
| P | 島式月台，左/右侧开门 |                                           |
| P | 入城                  | 终点站 · 前往阿什蒙特/布伦特里 （戴维斯） |

### 自行车设施

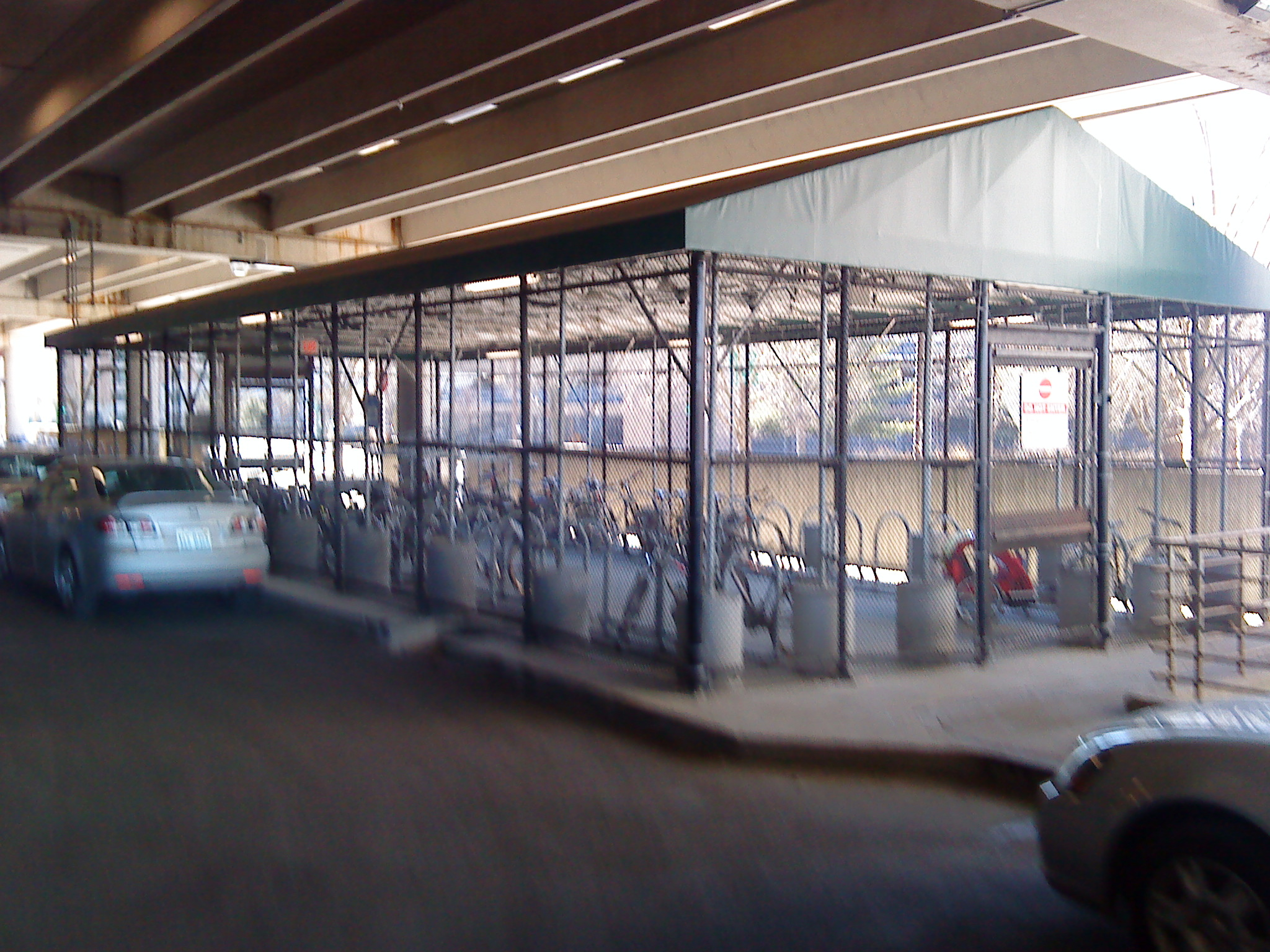
灰西鲱站的自行车笼，2008年开放使用

为了给乘客提供更多出行选择，灰西鲱站于2008年9月18日新增了两个无人值守的自行车笼，用于方便乘客寄存自行车。寄存点由封闭围栏保护，并配有閉路電視全天候监控，防止自行车被盗。每个自行车笼可以停放约150辆自行车。运营初期，进入寄存站需要使用免费的特殊查理卡，2013年之后，乘客可以在网上对自己的查理卡进行注册，然后就能使用自己的查理卡进入寄存点。

## 地铁艺术
灰西鲱站参与到地铁艺术项目中，该项目旨在为70至80年代建造的波士顿地铁站增加艺术设计。项目在美国为首创，并很快被全美各个城市效仿。:5
地铁艺术项目共有20件艺术设计，灰西鲱站设有其中6座。 这些艺术品分别是：
- 《无题（英语：Untitled (Richard Fleischner artwork at Alewife station)）》 - 理查德·弗莱施纳（英语：Richard Fleischner） - 一座占地3-英畝（12,000-平方）的花园，建有人工池塘和大型花岗岩块
- 《无题》 - 大卫·戴维森 -  以各种方式排列浅蓝色瓷砖所组成的抽象画
- 《灰西鲱的牛》 - 乔尔·詹诺维茨 - 在牧场放牧的奶牛
- 《Kiss and Ride》 -小威廉·基瑟 - 停车换乘乘客接送区的两座雕塑长凳
- 《红线的终点（英语：The End of the Red Line）》 -亚历杭德罗和莫伊拉·新浪 - 车站铁轨上放天花板上安装的1000个悬挂霓虹燈
- 《无题》 -南希·韦伯 - 车站大厅各处安装的100个6寸瓷砖，绘有灰西鲱溪保护区（英语：Alewife Brook Reservation）中发现的动植物